# Große Harfenschnecke

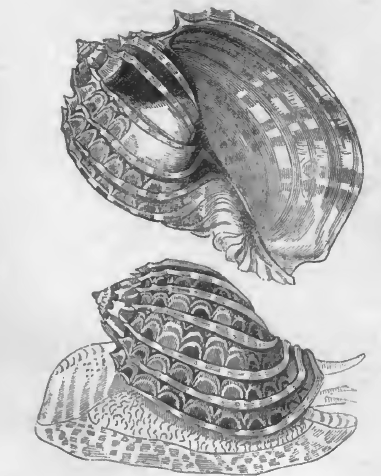
Harpa major: Ansicht auf Gehäuse und lebende Schnecke. William Charles Linnaeus Martin: Pictorial Museum of Animated Nature (1848–1849), vol. 2, p. 236

Die Große Harfe oder Große Harfenschnecke (Harpa major) ist die größte Schneckenart aus der Familie der Harfenschnecken (Gattung Harpa) und im gesamten Indopazifik weit verbreitet. Sie ernährt sich überwiegend von Zehnfußkrebsen.

## Merkmale
Das meist schwere und solide Schneckenhaus von Harpa major erreicht bei ausgewachsenen Schnecken eine Länge von 7 bis 8 cm, bisweilen bis 12 cm. Das Gewinde nimmt etwa 15 bis 20 % der Länge ein, und die Breite beträgt etwa 65 bis 70 % der Länge. Die Rippen sind meist breit und schwer, können aber auch schmal sein. In der Regel haben sie einen dreieckigen Querschnitt, der aber auch rund sein kann. Sie weisen ein Muster mit rosafarbenen und braunen Banden auf, die von schmalen hellgrauen oder beigefarbenen Streifen, bisweilen auch dunkelbraunen Linien unterbrochen werden. Die Zwischenräume zwischen den Rippen sind beige oder hellgrau und haben braune Längslinien mit einem girlandenartigen Muster. Das Gewinde ist von einem grau-gelben Callus bedeckt. Der vorletzte Umgang weist eine durchscheinende purpurbraune Farbe auf. Die innere Lippe ist von einem dunkelbraunen Callus bedeckt, der parietal durch eine keilförmige Aussparung abgetrennt ist. Generell zeigt die Form der Schale eine recht große Variabilität.
Die Entwicklung der getrenntgeschlechtlichen Harpa major erfolgt über eine pelagisch lebende Veliger-Larve.

## Verbreitung
Die Große Harfenschnecke tritt im Roten Meer auf, im Indischen Ozean von der Küste Südafrikas und Ostafrikas (unter anderem Tansania und Mosambik) ostwärts, um Madagaskar, im Pazifischen Ozean bis nach Hawaii und zu den Marquesas-Inseln sowie von Australien (Queensland) bis nach Japan und Neukaledonien.

## Lebensraum
Die Große Harfenschnecke lebt am unteren Rand der Gezeitenzone und unterhalb auf Sand.

## Nahrung
Wie andere Harfenschnecken ernährt sich Harpa major von Zehnfußkrebsen, die mit dem Propodium bedeckt und zwischen diesem und dem Metapodium eingeklemmt und sodann von klebrigem Schleim eingehüllt werden. Der genaue Fressvorgang ist nicht dokumentiert. Es bleiben leere Krebsschalen zurück.

## Bedeutung für den Menschen
Harpa major wird wegen ihres Gehäuses gesammelt und als Schmuck verkauft. Das Fleisch wird gegessen.